# Octodontidae
Los octodóntidos (Octodontidae, del griego clasico ὀκτώ (oktṓ), "ocho", y ὀδούς (odoús), "diente") son una familia de roedores histricomorfos propios de Sudamérica. Se reconocen trece especies de octodóntidos, en ocho géneros. La especie  más conocida es el degú (Octodon degus).

## Características
Los octodóntidos son roedores de mediano tamaño, con 12-20 cm de longitud corporal. Están cubiertos por un pelaje largo y sedoso, típicamente de color marrón, a menudo más pálido en la región ventral. El nombre de "octodon" alude a la estructura de su dentición, que recuerda la figura de un "8".
La mayoría son nocturnos, sociales y excavan madrigueras, pero el degú es diurno. Son herbívoros y se alimentan de tubérculos, bulbos y cactus.

## Evolución
Hay algunas evidencias de que la evolución en la familia puede haber sido el resultado de poliploidia. La vizcacha roja, Tympanoctomys barrerae, es tetraploide, con 102 cromosomas, y la recientemente descrita vizcacha dorada (Pipanacoctomys aureus) 92.

## Nombres comunes
Los miembros del género Aconaemys se conocen como tunducos o ratas de las rocas, y los del género Octodon como degúes. El único miembro de Spalacopus, S. cyanus, se llama cururo. Los miembros de los otros géneros se llaman ratas-vizcacha, aunque no tienen ninguna relación con las vizcachas ni con las chinchillas (familia Chinchillidae).

## Taxonomía
Algunos autores sugerían que los octodóntidos deberían reclasificarse en el orden de los Lagomorpha, pero tras sucesivos análisis se descartó.
En obras antiguas, los tucu-tucus se incluían en la familia octodóntidos como la subfamilia Ctenomyinae, pero esos roedores son normalmente ahora tratados como una familia separada, los Ctenomyidae.
Dos del género ahora incluidos en esta familia, Salinoctomys y Pipanacoctomys, han sido descritos recientemente. 
La familia Octodontidae incluye ocho géneros y 13 especies.
- Género Aconaemys

Aconaemys fuscus
Aconaemys porteri
Aconaemys sagei
- Género Octodon

Octodon bridgesi
Octodon degus
Octodon lunatus
Octodon pacificus
- Género Octodontomys

Octodontomys gliroides
- Género Octomys

Octomys mimax
- Género Pipanacoctomys

Pipanacoctomys aureus
- Género Salinoctomys

Salinoctomys loschalchalerosorum
- Género Spalacopus

Spalacopus cyanus
- Género Tympanoctomys

Tympanoctomys barrerae
Tympanoctomys kirchnerorum
† Tympanoctomys cordubensis